# Call of Juarez (jeu vidéo)
Call of Juarez est un jeu vidéo de tir à la première personne polonais, premier de la série de jeux Call of Juarez, dans une ambiance Western développé par Techland et édité par Ubisoft, sorti le 07 septembre 2006 sur PC et le 28 juin 2007 sur Xbox 360.

## Système de jeu
Call of Juarez est un jeu de tir à la première personne dans lequel le joueur contrôle le personnage de Billy ainsi que celui du révérend Ray McCall, chacun ayant ses propres éléments de gameplay uniques. Les missions s'enchaînent avec la perspective d'un personne, puis de l'autre.

### Gameplay différents
Billy dispose notamment d'un fouet qui peut lui servir pour se balancer à des branches afin de franchir des obstacles et il peut également agripper des avancements rocheux. Il peut aussi s'équiper d'un arc, lui permettant de rester furtif, et dispose d'un bullet time lors de la visée. Billy peut aussi escalader des obstacles de tailles moyennes (caisses, rebords).
Ray McCall dispose quant à lui d'un bullet time avec ses deux revolvers ("Mode Concentration" dans le jeu), et peut utiliser son Chien pour tirer plus vite avec un seul pistolet. Il a aussi une bible, pouvant citer des versets en utilisant la touche d'action durant l'aventure. Ray ne peut pas escalader d'obstacles.

### Gameplay commun
Le joueur peut tirer avec deux armes à la fois (en) et monter sur des chevaux.

## Développement
D'après Techland, l'envie de faire Call of Juarez vient du fait que la quasi-totalité des FPS ont pour thème la Seconde Guerre mondiale ou la science-fiction, tandis qu'il a peu de jeux sérieux ayant pour thème le western

## Suites
- Call of Juarez: Bound in Blood (2009)
- Call of Juarez: The Cartel (2011)
- Call of Juarez: Gunslinger (2013)

## Voix françaises
- Damien Witecka : Billy
- Michel Vigné : Ray McCall
- Patrick Borg
- Marc Saez
- Pascal Renwick
- Marc Alfos : Clyde (Patron du saloon), autres personnages
- Jean-François Vlerik-Maurin
- José Luccionni
- Patrick Floersheim
- Philippe Peythieu
- Nathalie Homs